# Танатар, Севастьян Моисеевич
Севастья́н Моисе́евич Таната́р (7 [19] октября 1849, Одесса, Херсонская губерния — 30 ноября [13 декабря] 1917, Одесса, УНР) — русский химик-неорганик.

## Биография
Родился в Одессе в караимской купеческой семье. В 1863 году вместе с дядей И. И. Казасом и его братом М. И. Казасом переехал в Симферополь, где в 1865 году поступил в пятый класс Симферопольской мужской казённой гимназии, из которой выпустился в 1867 году с серебряной медалью. В 1872 году окончил естественное отделение физико-математического факультета Императорского Новороссийского университета со степенью кандидата естественных наук. Ученик А. А. Вериго (1837—1905), принадлежавшего к научной химической школе Г. И. Гесса.
В течение 1873—1874 годов занимался углублением знаний по химии и технологии за рубежом.
Основатель школы неорганической химии на медицинском факультете Новороссийского университета.
Работал в области неорганической, органической и физической химии. В 1880 году защитил в Одессе магистерскую диссертацию «О строении фумаровой и малеиновой кислот». Результатом данного исследования было констатирование факта, что фумаровая и малеиновая кислоты при окислении перманганатом дают две различные изомерные диоксикислоты, которые Танатар назвал диоксифумаровой и диоксималеиновой. Впрочем, им были допущены некоторые ошибки в части интерпретации полученных опытных результатов. Степень доктора химии получил в 1891 году в Одессе, защитив диссертацию «К вопросу о причинах изомерии фумаровой и малеиновой кислот».
В 1895 году  провёл преобразования триметилена при высокой температуре в пропилен. Точность проведенного опыта позднее подтвердили М. Бертло и В. Н. Ипатьев. С 1896 года состоял в должности профессора Новороссийского университета. В 1899 году открыл соединения пероксида водорода с Na2SB3, в 1901 — Na2SO4. В 1908 году открыл соединения перекиси водорода с мочевиной.
Область научных интересов С. М. Танатара была достаточно обширной: он изучил модификацию хлористого йода, предложил новые способы получения аммиака, азотноватистой и азотистоводороной кислот, нашёл условия образования соды в природе, определил теплоёмкость бериллия с целью уточнения его атомной массы и пр. Участвовал в деятельности Одесской радиологической лаборатории под руководством Е. С. Бурксера, открытой в 1910 году при Химическом отделе Одесского отделения Русского технического общества. В годы Первой мировой войны вместе с Н. Д. Зелинским и Л. В. Писаржевским занимался разработкой принципа действия противогазов.
Скоропостижно умер 30 ноября 1917 года в Одессе.

## Научные труды
- «Некоторые термохимические данные для янтарной и изоянтарной кислот», «Журнал Русского физико-химического общества», 1889,
- «Удельные массы изомерных кислот», 1890,
- «Некоторые термохимические данные для органических кислот», 1891,
- «Заметка по поводу статьи Осипова о вероятной теплоте гидратации малеинового ангидрида», 1891,
- «Действие воды на бромянтарную кислоту и ее калийную соль», 1891,
- «Теплота растворения и нейтрализации альфа-дибромипионовой кислоты», 1892,
- «Термохимические данные для бета-дибромиропионовой кислоты», 1892,
- «Две модификации бензофенона», 1892,
- «Две модификации хлоруксусной кислоты»,1892,
- «О две модификации хлористого йода», 1893,
- «Реакция образования азотноватистой кислоты», 1893,
- «Цемент водопровода древнего Херсонеса», «Записки Новороссийского Общества», 1893,
- «Известняк из окрестностей Бахчисарая, пригодный для приготовления гидравлического цемента», 1893,
- «К теории Аррениуса», 1894,
- «Практическое руководство по термохимии» (перевод труда Бертло), 1894, Одесса,
- «Преобразование триметилена в пропилен», 1895,
- «О свободной хлорватистой кислоте», 1895,
- «Депрессии некоторых электролитов и неэлектролита в смешанных растворителях», 1895,
- «Теория растворов», Одесса, 1895,
- «О процессе создания соды в природе», 1896,
- «Продукты разложения фумарового гидроксиламина», 1896,
- «Янтарный гидроксиламин и продукты его разложения», 1897,
- «К теории А. А. Яковкина», 1897,
- «Относительно метафосфорных кислот», 1898,
- «Термохимические исследования в алкогольных растворах», 1897,
- целый ряд публикаций в немецких изданиях.

## Награды
- Медаль «В память царствования императора Александра III»[7]
- Орден Святой Анны III степени[7]
- Орден Святого Станислава II степени (1907)[7]

## Личная жизнь
Лютеранского вероисповедания.
С 1879 года был женат на караимке Батшеве Самуиловне Габбай, имел сына (род. 1883) и двух дочерей, одна из которых исповедовала лютеранство, а другая придерживалась караимского вероисповедания:
- Лидия Севастьяновна Танатар (1882, Москва — ?), специалист в области гигиены питания, химии пищевых веществ и методики санитарно-гигиенических исследований. Работала в Одесском государственном медицинском институте и Одесском государственном химико-фармацевтическом институте[9].
- Анна Севастьяновна Танатар (1885 — ?), с 1904 года была замужем за врачом-анатомом Ильёй Юфудовичем Шапшалом (1878—1949), сыном крупного караимского купца из Санкт-Петербурга Ю. М. Шапшала[5].